# Paul Carrack
Paul Melvyn Carrack, född 22 april 1951 i Sheffield, South Yorkshire, är en brittisk singer/songwriter och har förutom en lyckad solokarriär varit med i en rad olika kända grupper under åren, bland annat Ace, Squeeze och Mike + The Mechanics (Carrack sjöng bland annat bandets USA-etta "The Living Years"). Under 1981–1985 spelade han med Nick Lowe, bland annat som medlem i banden Noise to Go och Nick Lowe and His Cowboy Outfit.
Carrack har vid sidan av sin karriär ofta gästspelat hos många artister, däribland Roxy Music, Van Morrison, Elton John, Eric Clapton, Sting, The Pretenders och BB King. Han var också extramusiker på The Smiths självbetitlade debutalbum från 1984, The Smiths. Han spelade keyboard på albumet. När Eagles spelade i Malmö den 29 maj 2009 inledde Paul Carrack showen som förband. Eagles har också på senare år spelat in två av Carracks låtar: "Love Will Keep Us Alive" (skriven med Jim Capaldi och Pete Vale) och "I Don't Want to Hear Anymore".
Genombrotten för Carrack kom under tiden i Ace där han, under 1970-talet, sjöng i låten "How Long". Under 1980-talet sjöng han in "Tempted" med Squeeze, som enligt många är en av de största hittarna under 1980-talet. Under 1990-talet blev "Over My Shoulder" en av de största framgångarna för Mike + The Mechanics. Carracks soulröst lyser där igenom och sätter sin speciella prägel på låten.

## Kuriosa
- Carrack turnerade ett tag med Ringo Starr & His All-Starr Band.
- Låten "Tempted" snurrar runt i radioslingan i tv-spelet Grand Theft Auto: Vice City.
- Tillsammans med Carlene Carter sjöng han duetten "How Happy".
- "Living Years" låg etta på USA:s singellista och tvåa på den engelska.